# Breznay József

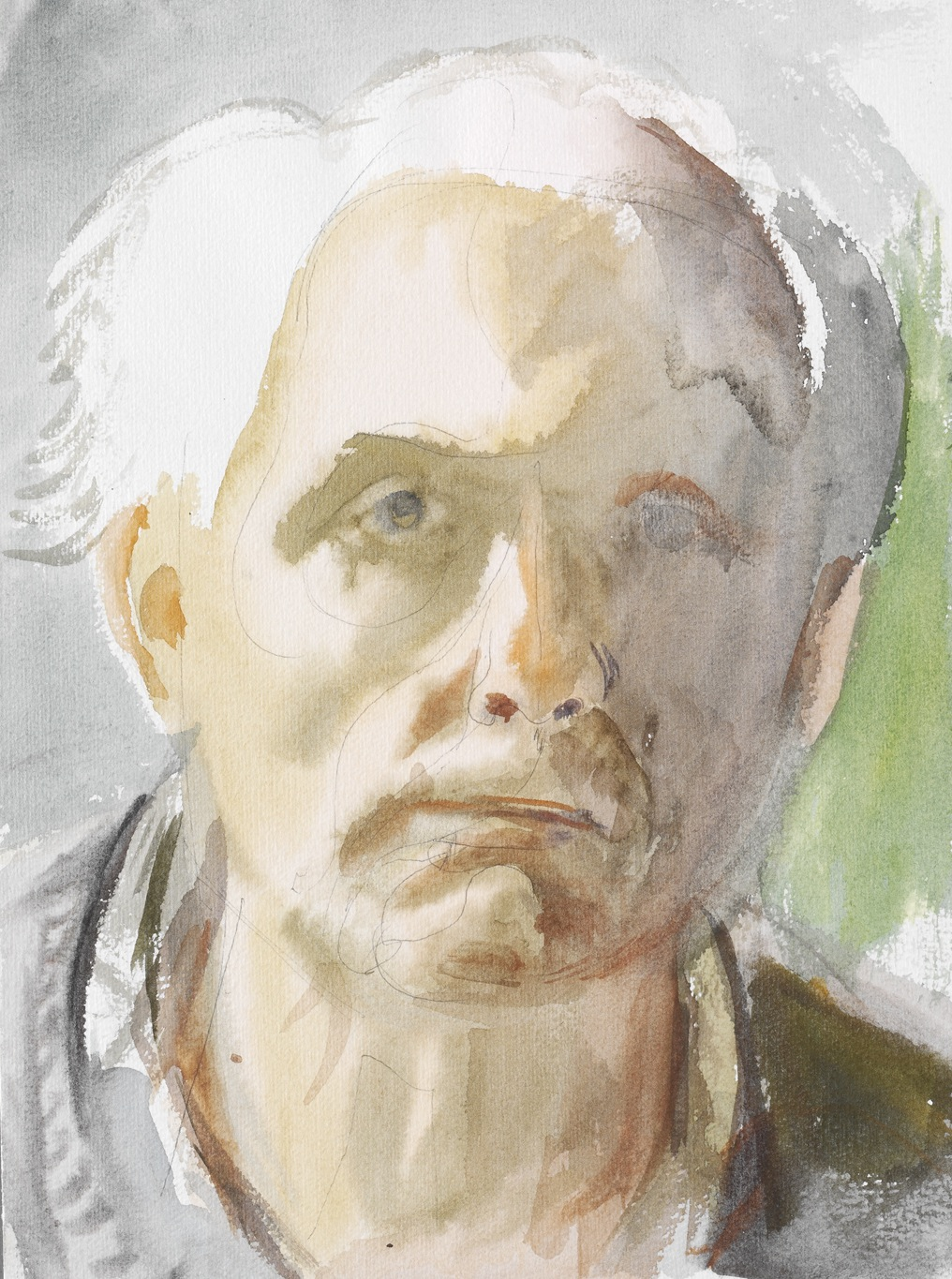
Önarcképe 1974 tájáról

Breznay József (Budapest, 1916. szeptember 20. – Budapest, 2012. február 18.) magyar festőművész.

## Életpályája

### Tanulmányai
1934-től 1939-ig a Képzőművészeti Főiskolára járt, mesterei a realista szemléletet képviselői: Karlovszky Bertalan, Benkhard Ágost, Burghardt Rezső. Nagy hatással volt festészetére Szőnyi István. 1938–39-ben Szőnyi István tanársegédje. Színei kivilágosodtak, ábrázolásmódja könnyedebb lett, a nagybányai festői hatások alapján indult el.

### Pályakezdése
Kétszer nyerte meg a főiskola egyik akkori legnagyobb kitüntetését, a Római ösztöndíjat, 1939-ben és 1941-ben. A harmadik alkalommal ugyan londoni ösztöndíjat nyert, 1947-ben, de adminisztrációs okokból rómaira változtatták. Pályakezdését több tragédia kísérte. Még Rómában érte a hír, hogy meghalt édesanyja 1941-ben, illetve a háborúban meghalt a testvére és az első felesége. A háború alatt, amikor volt rá lehetősége, festette a félig bedeszkázott ablakú szobában feleségét; színei sötétebb tónusra váltottak. A háború után több képén is a romos Budapest jelenik meg. Rómában festett képeit a Fókusz Galériában állította ki közös kiállítás keretében, 1946-ban.

### Viruló család
Breznay József első felesége Bonda Eugénia volt, aki 1944-ben tragikus körülmények között meghalt. 1945-ben Molnár Éva lett a felesége, akitől két gyermeke született. 1952-ben a sors megint özveggyé tette a művészt. 1954-ben megismerte és házasságot kötött Gánóczy Máriával, aki hét gyermeket szült neki. Ebben az időszakban a családot választotta festészete témájául. Részt vett az ötvenes évek szocialista realizmus művészeti mozgalmában. Mácsai Istvánnal közösen festette meg a nagyméretű Aratósztrájkot. Ebbe az irányzatba is inkább az oldott realista szemléletet vitte bele, azonban 1957 után festészete gyökeresen megváltozott. Az 1956-os forradalom utáni politikai enyhülésben kitartóan kérvényezte útlevélét, és amikor megkapta, Párizsba utazott. Vele tartott Scholz Erik, Iván Szilárd, Szentgyörgyi Kornél. Párizsban kiállított a Barbizon Galériában. Felesége is kiutazott, és megörökítette, filmezte párizsi mindennapjait, ahogy a Szajna-parton festett, illetve találkozott Csernus Tiborral, Katival, Victor Vasarelyvel.

### A művészeti közéletben
Amikor a magyarországi festő szakosztály titkárát nem nyílt, hanem titkos szavazással lehetett megválasztani, akkor Breznay Józsefet választották meg. Mivel Breznay visszautasította az akkori megélhetést megkönnyítő párttagságot, ezért nemcsak sok pártolója volt a művészek körében, de sok ellensége is, akik az államot feltétel nélkül támogató párttagok voltak. Az ő személyes harcai révén vették be a festő szakosztályba Kassák Lajost, Korniss Dezsőt, illetve jelentős erőfeszítéseket tett arra, hogy a művészek jólétét biztosítsa, és vezetése alatt vált rendszeressé az ún. kétmilliós vásárlás. (Mely a festő szakosztály országos kiállítása alkalmával bizottság döntése alapján az állam festményeket vásárolt múzeumai és minisztériumai számára.)

### Külföldi pályafutása
Az ideológiáktól áthatott magyarországi művészeti közélet miatt Breznay érdeklődése mindinkább a külföld felé fordult, és egészen haláláig aktív kapcsolatot tartott fenn Olaszország és Németország galériásaival illetve megrendelőivel. Az 1970-es évek festői korszakát Aszalós Endre művészettörténész poétikus realizmusnak nevezte. Olaszországban úgy tekintettek rá, mint a magyar posztimpresszionizmus egyik képviselőjére. Németországban mint kiváló portréfestő vált ismertté.

## Fontosabb egyéni kiállításai
- 1946 Fókusz Galéria
- 1948 Művész Galéria (Tallós Ilona és M. Kemény Judit társaságában)
- 1953 Fényes Adolf Terem
- 1961 Csók Galéria (Gánóczy Mária társaságában)
- 1962 Galerie Barbizon Párizs, Franciaország
- 1963 Galerie L’Indifférent, Lyon Franciaország
- 1964 Malkasten Kunstverein, Düsseldorf, Németország
- 1965 Kunstkabinett, Hannover
- 1966 Künstlerkreis, Marburg
- 1969 Kunsthallen,  Uppsala Svédország
- 1970 Kunstverein, Lingen
- 1971 Galerie Pfeiffer, Brüsszel, Belgium * Galerie Glaub Köln
- 1972 Galerie Orenje, Gent Belgium * Galerie Goltz München * Műcsarnok, Budapest
- 1973 Galleria Antelami, Párma Olaszország
- 1974 Galleria l’Ascendente, Milano
- 1975 Városi Galéria Würzburg * Galerie A. Vynecke van Eyck, Gent
- 1977 Galleria Mariani, Párma * Club Amici dell’Arte, Ferrara
- 1978 Galleria Romana, Milánó
- 1979 Galleria Leonessa, Brescia * Galleria San Andrea, Párma (1983, 1990)
- 1981 Szőnyi Terem, Miskolc
- 1981 Portomaggiore, Italia
- 1982 Műcsarnok (katalógus), Budapest * Gallery Park, Witten (1984)
- 1985 Városi Galéria Hattingen, Németország
- 1988 Galerie am Gewölbe, Tübingen, Németország
- 1996 Collegium Budapest, Budapest
- 1997 Galerie Marceau, Párizs
- 1998 Szőnyi István Múzeum, Zebegény
- 2000 Galleria Duomo, Milánó
- 2001 Liberia Felltrinelli, Milánó
- 2002 La Rotonde, Párizs
- 2003 Galéria Mélange, Budapest
- 2006 Olof Palme Millenniumi Szalon, Budapest

## Közös kiállításai
- 1936 Műcsarnok, Budapest
- 1940 Collegium Hungaricum, Róma
- 1941 Accademia d’Ungheria, Róma
- 1941 Artisti ungheresi, Padova, Olaszország
- 1942 Szinyei Nemzeti Szalon, Budapest
- 1943 Magyar Festők Szalonja, Budapest
- 1945 Magyar festők, Budapest
- 1947 Accademia d’Ungheria, Róma
- 1950 Műcsarnok, XI. Nemzetközi Festészeti Mustra, Budapest
- 1957 Musée Municipal d’Art Moderne, XV. Salon Populiste, Párizs
- 1958 Salon d’Automne, Institute pour la Culture Internacionale, Párizs
- 1960 71. Société des Artistes independants, Párizs
- 1960 IV. Salon international de la peinture, Vichy, Franciaország
- 1960 XI. Salon international de la peinture, Deauville, Franciaország
- 1961 Musee Rath, Genf
- 1961 Gallery Guggenheim, London
- 1961 XII. Salon international de la peinture, Deauville
- 1964 80. Mostra Société des artistes indépendants, Párizs
- 1964 80. Conseil Européen d’Art et Estéthique, Brüsszel
- 1968 Museum Folkwang, Essen, Németország
- 1971 XX. Biennale di pittura, Palazzo Strozzi, Firenze
- 1971 IV. International Exhibition of painting, Szc(z)eczin, Lengyelország
- 1975 Galleria Il Crocicchio, Bologna
- 1975 Ungarischen Malerei heute, Berlin
- 1976 Exposición internacional de pintura, Madrid
- 1977 Salon international de la peinture, Monte-Carlo, Franciaország
- 1978 Műcsarnok, Budapest
- 1979 Société des Artistes independantes, Párizs
- 1979 Teveli bemutató, Tengelic, Magyarország
- 1980-85 Hatvani bemutató, Szeged

## Köztéri munkái
- 1941 Mezőkovácsháza freskó Bonda Eugénia festőművésznővel
- 1954 Komló
- Beloiannisz gyár, szekkó
- Berente freskó Breznay Gábor és Breznay András festőművészekkel

## Művei közgyűjteményekben
- Magyar Nemzeti Galéria
- Szolnoki Damjanich János Múzeum
- Iparművészeti Múzeum
- Lingeni Színház
- Herendi Porcelángyár
- Museum City of Mobile (Alabama, USA)

## Díjai, elismerései
- 1937 Rotary Club
- 1939 Magyar Képzőművészeti Főiskola, aranyérem
- 1939–1941, 1947 Római Magyar Akadémia ösztöndíja
- 1942 Szinyei Merse Pál Társaság Tavaszi Szalonjának Nemes Marcell-díja
- 1943 Szinyei Merse Pál Társaság Tavaszi Szalonjának Wolfner Gyula-díja
- 1953 Munkácsy-díj
- 1958 Csók István-érem
- 1962 Grand Prix, akt kategória, Deauville
- 1964 Conseil Européen d’Art et Estéthique bronzérem
- 1976 Munka Érdemrend ezüst fokozata
- 1978 Carrara degli Marmi I. díj
- 1978 Premio Nazionale, comune di Medesano
- 1989 Bourbonne les Bains aranyérem
- 2010 Életműdíj – a magyar festészet napja keretében díjazott minisztériumi kitüntetés

## Szakirodalom
- Aszalós Endre: Breznay József 1982 Mai Magyar Művészet sorozat
- Breznay József, Műcsarnok 1982 katalógus
- Breznay József Evolúció 1996 katalógus
- József Breznay Mostra retrospettiva 1997 katalógus
- Breznay József festményei köz- és magángyűjteményekben

## Portréfilmek
- MTV 1: Vitray Tamás Csak ülök és mesélek: A Breznay család. 1996. december 25.
- Hír Tv : Családmese sorozat: Vasarely, az ecsetkirály és a Breznay család 2005. november 25.
- Ostoros Ágnes: A történetek igazak. Portréfilm Breznay Józsefről, 2007. Bemutató Bem mozi 2008. január